# Walter Heidl
Walter Heidl (* 8. November 1959 in Ruhstorf) ist ein deutscher Landwirt und Bauernfunktionär. Bis Mitte September 2022 war er Präsident des Bayerischen Bauernverbandes (BBV). Er ist Mitglied der CSU und sitzt für diese im Kreistag des Landkreises Dingolfing-Landau.

## Werdegang
Der Agraringenieur Heidl bewirtschaftet in Rahstorf (Gemeinde Simbach, Landkreis Dingolfing-Landau) im Vollerwerb einen Hof mit Zucht- und Mastschweinen sowie Ackerbau.
Nach der Schulausbildung an Grund-, Real- und Fachoberschule studierte er an der Fachhochschule Weihenstephan Abt. Schönbrunn Landwirtschaft und schloss als Dipl.-Ing. agr. (FH) 1984 ab.
Seit 1987 ist er ehrenamtlich im Bayerischen Bauernverband tätig. Er war 15 Jahre Ortsobmann und ab 1997 Kreisobmann im Kreisverband Dingolfing-Landau. Im Jahr 2002 wurde er zum Präsidenten des Bezirksverbandes Niederbayern gewählt. Auf Landesebene übernahm er den Vorsitz im Landesfachausschuss für Landesplanung und Umwelt, 2007 auch im Fachausschuss für soziale Fragen.
Am 3. Mai 2012 wurde er in Nachfolge des aus dem Amt scheidenden Gerd Sonnleitner zum Präsidenten des Bayerischen Bauernverbandes (BBV) gewählt. Am 24. Juni 2015 wurde er am Deutschen Bauerntag in Erfurt zum stellvertretenden Präsidenten des Deutschen Bauernverbandes gewählt.
Walter Heidl ist verheiratet und hat zwei Kinder. Er war bis zur Generalversammlung 2013 Erster Vorsitzender des Schützenvereins Frohsinn Ruhstorf e. V.

## Ehrungen
- 2021: Bayerischer Verdienstorden[2]